# Mons Lie
Mons Lie (5. maj 1864 på
Kongsvinger - 1931) var en norsk Forfatter. Digteren Jonas Lies Søn.
Lie studerede Violinspil og rejste meget
udenlands; 1894 udkom »Streif«, en Samling Skitser,
og senere »Remini« (1895), »En Drømmers Bog«
(1895), »En Forbryders Bekendelser« (1896) og
»Høstnoveller« (1896), lyrisk-psykologiske
Sjælestudier i en ejendommelig, men usikker Form.
Skuespillene »Tragedier om Kærlighed« (1897),
»Lombardo og Agrippina« (1898) og »Don Juans
Død« (1900) bæres af en højstemt lidenskabelig
Følelse, som momentvis griber og momentvis
virker hysterisk. Af L.’s Romaner maa særlig
nævnes »Mand overbord« (1904), hvor hans
Originalitet og Følelse fremtræder i mere
kunstnerisk behersket Form. Skuespillet »Alfred
Striman og hans Hustru« (1909) giver et
realistisk, pinagtigt, men interessant Billede af
en Kunstners Kamp med sin Kunst; Skuespillet
opførtes paa Nationalteatret og blev en Succes
d’èstime. Tidligere opførtes smst. Tragedien
»Sebastian di Ricardi«. Paa Centralteatret har
»Don Juans Død« været opført, men gjorde ikke Lykke.